# Harry Fielding Reid
Harry Fielding Reid (Baltimore, 18 de maio de 1859 — Baltimore, 18 de junho de 1944) foi um geofísico estadunidense.
É conhecido por suas contribuições à sismologia, particularmente sua teoria do ricocheteio elástico, que relaciona falhas geológicas aos terremotos.

## Publicações
- Cross, W; Bowie, W; Day, AL; Gregory, HE; Reid, HF (1920). «The Kilauea Volcano Observatory». Proceedings of the National Academy of Sciences of the United States of America. 6 (12): 706–16. PMC 1084702. PMID 16576568. doi:10.1073/pnas.6.12.706
- Lawson, Andrew C.; Byerly, Perry (2007). «Harry Fielding Reid». Biographical Memoirs - National Academy Of Science (PDF). 26. [S.l.]: Hesperides Press. pp. 1–12. ISBN 978-1-4067-5508-4
- Reid, HF (1896). «Variations of Glaciers». Science. 3 (76). 867 páginas. PMID 17739885. doi:10.1126/science.3.76.867
- Reid, HF (1908). «The Meeting of the International Seismological Association». Science. 27 (680): 74–76. PMID 17745789. doi:10.1126/science.27.680.74-a
- Reid, HF (1909). «Mr. Manson's Theory of Geological Climate». Science. 29 (731): 27–29. PMID 17756907. doi:10.1126/science.29.731.27
- Reid, HF (1920). «The Problems of Seismology». Proceedings of the National Academy of Sciences of the United States of America. 6 (10): 555–61. PMC 1084633. PMID 16576538. doi:10.1073/pnas.6.10.555
- Reid, HF (1925). «The Second General Assembly of the International Geophysical Union». Science. 61 (1578): 328–330. PMID 17776483. doi:10.1126/science.61.1578.328